# Sikes
Sikes és una població dels Estats Units a l'estat de Louisiana. Segons el cens del 2000 tenia 121 habitants.

## Demografia
Segons el cens del 2000, Sikes tenia 121 habitants, 50 habitatges, i 34 famílies. La densitat de població era de 29,5 habitants/km².
Dels 50 habitatges en un 32% hi vivien nens de menys de 18 anys, en un 50% hi vivien parelles casades, en un 10% dones solteres, i en un 32% no eren unitats familiars. En el 30% dels habitatges hi vivien persones soles el 12% de les quals corresponia a persones de 65 anys o més que vivien soles. El nombre mitjà de persones vivint en cada habitatge era de 2,4 i el nombre mitjà de persones que vivien en cada família era de 2,85.
Per edats la població es repartia de la següent manera: un 25% tenia menys de 18 anys, un 7,5% entre 18 i 24, un 32,5% entre 25 i 44, un 24,2% de 45 a 60 i un 10,8% 65 anys o més.
L'edat mediana era de 39 anys. Per cada 100 dones de 18 o més anys hi havia 91,5 homes.
La renda mediana per habitatge era de 27.000 $ i la renda mediana per família de 33.750 $. Els homes tenien una renda mediana de 26.750 $ mentre que les dones 20.417 $. La renda per capita de la població era de 12.755 $. Entorn del 22,2% de les famílies i el 33,7% de la població estaven per davall del llindar de pobresa.

## Poblacions més properes
El següent diagrama mostra les poblacions més properes.